# This Place Hotel (a.k.a. Heartbreak Hotel)
This Place Hotel (a.k.a. Heartbreak Hotel) ist ein Song der US-amerikanischen Band The Jacksons. Er wurde von Michael Jackson geschrieben und gesungen. Der Song wurde auf dem Album Triumph veröffentlicht. Später erschien es außerdem auf Jacksons Album Scream.

## Inhalt
Der Protagonist des Songs singt davon, dass er vor 10 Jahren mit seiner Freundin für eine romantische Nacht in ein Hotel gefahren ist und dann aber festgestellt hat, dass das Hotel dazu da ist um Pärchen zu trennen. Das Hotelpersonal erzählte seiner Freundin, dass er ihr fremdgegangen sei und sie machte daraufhin Schluss.

### Titeländerung
Der Song wurde ursprünglich unter dem Titel Heartbreak Hotel veröffentlicht. Der Titel wurde allerdings zu This Place Hotel verändert, um eine Verwechslung mit dem gleichnamigen Song von Elvis Presley zu vermeiden. Michael Jackson sagte, er habe nicht gewusst, dass es einen Song von Elvis Presley gibt, der so heißt.

## Mitwirkende
- Songwriting – Michael Jackson
- Produktion – Michael
- Associate Producer – Greg Philinganes
- Gesang – Michael Jackson
- Hintergrundgesang – Stephanie Spruill, Maxine Willard Waters, Julia Tillman Waters
- Schrei (im Intro) – La Toya Jackson
- Gitarre – Tito Jackson, David Williams, Mike Sembello, Paul Jackson Jr.
- Bass – Nathan Watts
- Schlagzeug – Ollie Brown
- Keyboard – Greg Philinganes
- Pauken – Marlon Jackson
- Perkussion – The Jacksons, Paulinho da Costa
- Arrangement – Michael Jackson
- Horn Arrangement – Tom Tom 84
- Intro Arrangement – Jerry Hey
- Spezialeffekte – Gene Corso
- Tontechniker, Abmischung – Tom Perry[3]